# Margaret Cho
Margaret Cho (ur. 5 grudnia 1968) – amerykańska aktorka komediowa, projektantka mody oraz działaczka na rzecz LGBT. Debiutowała w 1994 roku w filmie Angie. Cho angażuje się w sprawy społeczne i polityczne. Walczy o prawa mniejszości seksualnych (w 2007 i 2008 roku wzięła udział w True Colors Tour), o równy status płci oraz równość rasową. Znana jest z odważnego wyrażania swoich liberalnych poglądów, wielokrotnie krytykowała politykę George’a Busha. Jest biseksualistką.

## Filmografia (wybór)
- Angie (1994)
- The Doom Generation (1995)
- Sweethearts (1996)
- It's My Party (1996)
- Pink as the Day She Was Born (1997)
- Fakin' Da Funk (1997)
- Face/Off (1997)
- The Thin Pink Line (1998)
- Pomoc domowa (1998) jako Karyn
- Ground Control (1998)
- The Rugrats Movie (1998)
- I'm the One That I Want (2000)
- Notorious C.H.O. (2001)
- Seks w wielkim mieście (2001) jako Lynne Cameron
- Revolution (2003)
- Assassin (2005)
- Bam Bam and Celeste (2005)
- Zagubiony pokój (2006)
- Falling for Grace (2007)
- Celebrity Family Feud (2008)
- One Missed Call (2008)
- The Cho Show (2008)
- Miss Oriented (2009)
- 17 Again (2009)

## Dyskografia
- Drunk with Power (1997)
- Live in Houston (1998)
- I'm the One That I Want (2000)
- Notorious C.H.O. (2001)
- Revolution (2003)
- Assassin (2005)
- Guitarded (2010)

## Trasy koncertowe
- „I'm the One That I Want” (2000)
- „Notorious C.H.O.” (2002)
- „Revolution” (2003)
- „State of Emergency” (2004)
- „Assassin” (2005)
- „True Colors” (2007)
- „Beautiful” (2008)
- „True Colors” (2008)

## Książki
- I'm the One That I Want (2000)
- I Have Chosen to Stay and Fight (2005)